# Julfreden 1914

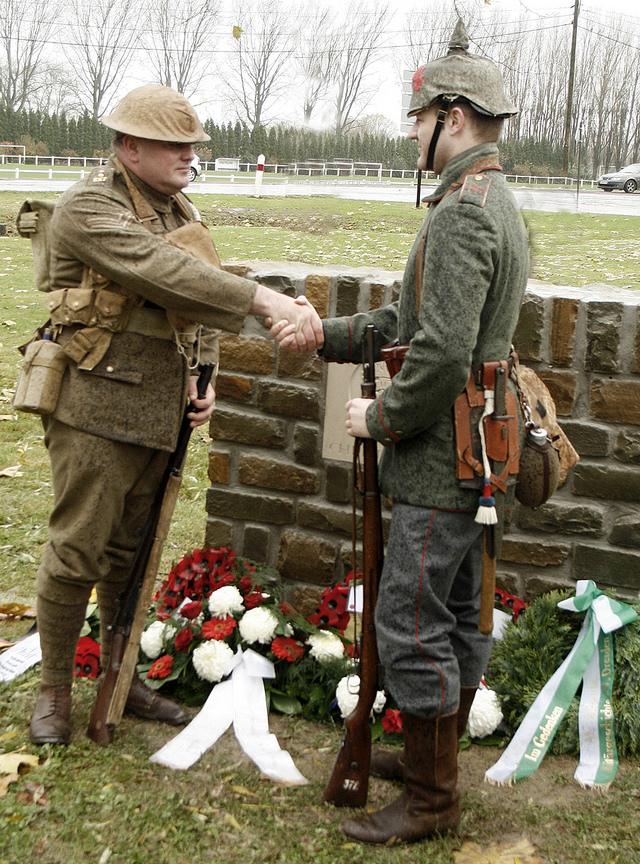
Historiskt återskapande av julfreden 1914 vid avtäckningen av ett minnesmärke i Frelinghien i Frankrike 2008.

Julfreden 1914 var ett vapenstillestånd som ägde rum spontant, när de stridande inte längre ville fortsätta slåss i Belgien under första världskriget. Istället lät de fienden leva. Freden var mellan tyska trupper på ena sidan och franska och brittiska på andra sidan. Vapenvilan inträdde även 1915, om än i mindre grad.
Inför julen 1914 hade många olika grupper gjort fredsinitiativ. Bland dessa fanns Emily Hobhouse som var suffragett och påven Benedictus XV. Även om det inte blev fred så tystnade vapnen hos de 100 000-tals stridande. Tyska förband började tända ljus och dekorera julgranar, varefter de olika ländernas soldater sjöng julpsalmer. Mindre grupper gav sig ut i ingenmansland och julgåvor byttes. De högre befälen blev bestörta och hotade straffa de missdådare som inte dödat fiendens soldater. Året efter beordrades bombardemang under julen för att säkerställa kriget.
En fotbollsmatch spelades också, mellan Sachsiska 133 infanteriregementet, Preussiska 6:e jägarbataljonen och 1st Battalion The Royal Welsh Fusiliers, med oklart resultat.
Händelsen har återgivits i populärkultur genom sagor, böcker och filmer. Ett exempel är filmen Fiendeland: En dag utan krig från 2005. På svenska har händelsen skildrats av Karl Asplund i dikten "Julnatten". Ett annat exempel är avsnittet ”Twice upon a Time” i den brittiska tv-serien Doctor Who som återger berättelsen med tyska och engelska soldater som sjunger "O helga natt" på vardera språk medan de vandrar mot ingenmansland för att skaka hand och även spela fotboll. Som exempel kan även nämnas det svenska power metalbandet Sabatons låt ”Christmas Truce” med tillhörande musikvideo som skildrar händelsen.